# Gawriil Konstantinowitsch Romanow

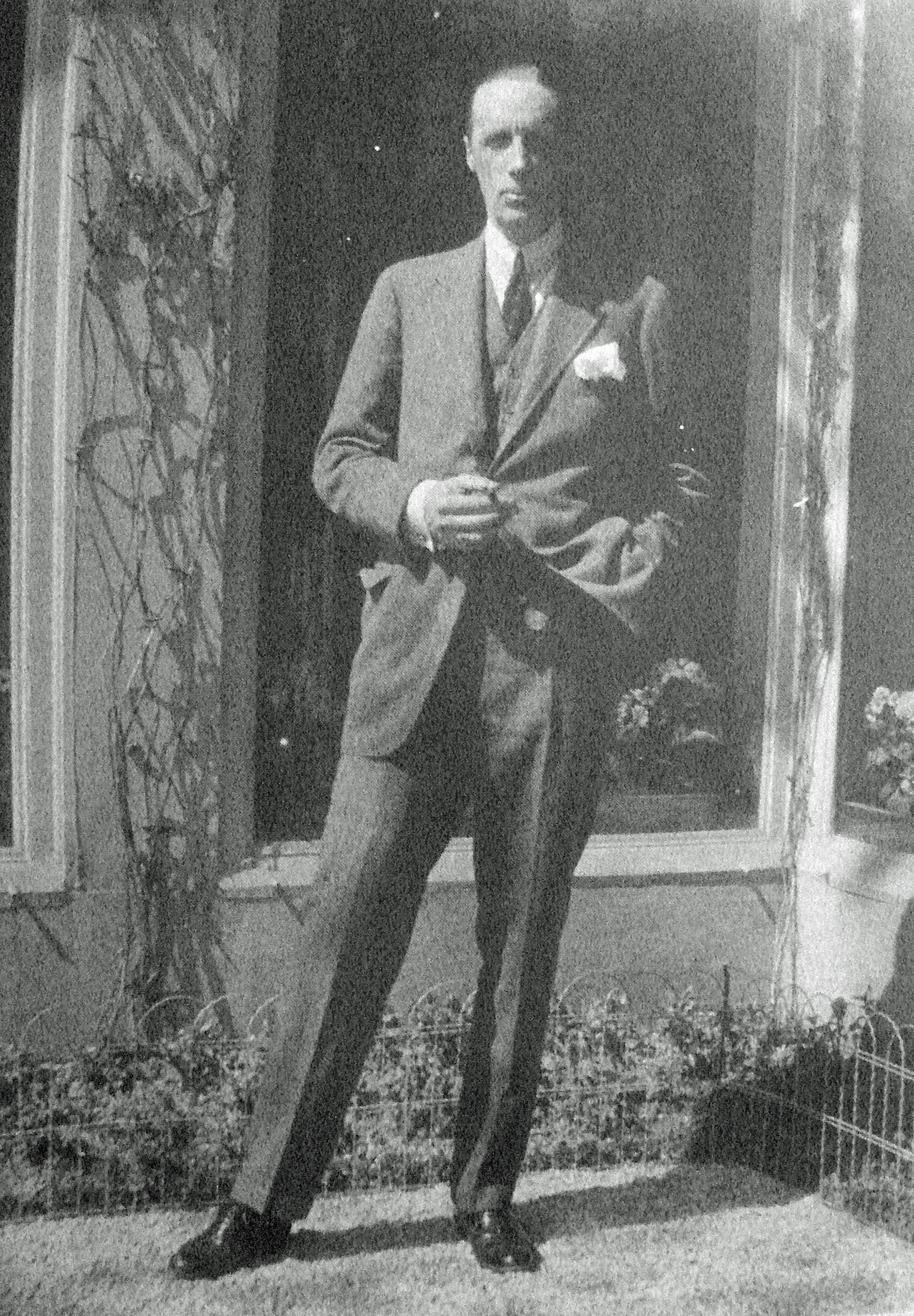
Gawriil K. Romanow etwa im Jahr 1916

Gawriil Konstantinowitsch Romanow, russisch Гавриил Константинович (* 3. Julijul. / 15. Juli 1887greg. in Pawlowsk; † 28. Februar 1955 in Paris) war ein Mitglied des Hauses Romanow-Holstein-Gottorp.

## Leben
Fürst Gawriil war der zweite Sohn von Großfürst Konstantin Konstantinowitsch Romanow (1858–1915) und seiner Gattin Fürstin Elisabeth von Sachsen-Altenburg (1865–1927), Tochter des Prinzen Moritz von Sachsen-Altenburg und der Prinzessin Auguste von Sachsen-Meiningen.
Im Februar 1917 wurde eine provisorische Regierung unter Fürst Lwow gebildet. Kurz darauf dankte Zar Nikolaus II. ab und die Bolschewiki unter Lenin und Trotzki ergriffen nach der Oktoberrevolution 1917 die Macht.
Am 5. März 1917 heiratete Fürst Gawriil in Petrograd Antonia Nesterowskaja, eine ehemalige Ballerina. Kurz darauf wurde er von den Bolschewiki auf der Peter-und-Paul-Festung gefangen genommen. Seine Frau konnte durch Verbindungen über ihren Freund Maxim Gorki ihren Mann befreien. Nach der Freilassung lebten sie bis zu ihrer Ausreise im Oktober 1918 in Petrograd. Nach der Ausreise über Schweden lebte das Paar später in Paris. Dort unterstützten sie Kyrill Wladimirowitsch Romanow, der unter den Exilrussen als Oberhaupt der Romanows angesehen wurde und Gawriils Frau Antonia zur Fürstin Romanowskaja-Streninskaja ernannte. Nach dem Tode seiner Frau im Jahre 1950, heiratete Gawriil in zweiter Ehe 1951 Irina Iwanowna Kurakina. Beide Ehen blieben kinderlos.
Nach einem Opernbesuch nahm sich Gawriil Konstantinowitsch Romanow 1955 in Paris das Leben. Er ist auf dem Russischen Friedhof von Sainte-Geneviève-des-Bois begraben.

## Erwähnenswertes
- Am 14. Juli 1886 modifizierte Zar Alexander III. die Hausgesetze der Romanows, indem er den Titel „Großfürst“ bzw. „Großfürstin“ auf die Kinder und Enkel in der männlichen Linie eines Zaren einschränkte. Entfernte Nachkommen würden künftig den Titel „Fürsten“ bzw. „Fürstinnen kaiserlichen Blutes“ tragen. So war Gawriil, ein Urenkel von Zar Nikolaus I., nur ein „Fürst kaiserlichen Blutes“ von Geburt.